# Lourenço Ortigão
Lourenço Osório de Aragão Ortigão Pinto (* 9. August 1989 in Lissabon, Portugal) ist ein portugiesischer Schauspieler und Model.

## Leben
Im Fernsehen debütierte Ortigão 2009 in der Jugendserie Morangos com Açúcar. Ab 2011 folgte die Teilnahme an der Besetzung der Telenovela Remedio Santo.
Lourenço war auf dem Cover der Septemberausgabe 2015 des Magazins Men’s Health, nachdem er im März 2021 für ein zweites Cover zurückgekehrt war. Im Juni 2016 und im Juli / August 2019 war er auch auf dem Cover der portugiesischen Ausgabe von GQ – Gentlemen’s Quarterly.
Im Dezember 2016 eröffnete der Schauspieler ein Restaurant, Villa Saboia, in Estoril. Außerdem hat er in Zusammenarbeit mit der Marke Pescanova.No 2017 die digitale Rezeptplattform „Enjoy Cooking“ ins Leben gerufen und ist Teil der Hauptbesetzung von The Heiress.
Neben dem Fernsehen gab er sein Filmdebüt mit Strawberries with Sugar – The Movie aus dem Jahr 2012.
Er war vier Jahre bis 2014 mit der portugiesischen Schauspielerin Sara Matos zusammen. Seit Ende 2017 ist er mit der portugiesischen Schauspielerin Kelly Bailey zusammen.
Im Juli 2021 verließ er TVI und wechselte im August 2021 zu SIC, wo er die Fiktion und Unterhaltung des Senders integrierte.

## Filmografie
Kino- und Fernsehfilme, Fernsehserien und Telenovelas:
- 2009: Morangos com Açúcar
- 2011: Remédio Santo
- 2012: Morangos Com Açúcar – O Filme
- 2012: Doida por Ti
- 2013: Belmonte
- 2014: Dança com as Estrelas
- 2015: A Única Mulher
- 2017: A Herdeira
- 2017: Perdidos
- 2019: Juntos em Festa
- 2019: Prisioneira[8]
- 2020: Pecado
- 2021: All Together Now
- 2022: Por Ti
- 2022: Estamos em Casa
- 2022: Pôr do Sol